# Уилям Леви
Уилям Леви Гутиерес (на испански: William Levy Gutierrez) е кубински актьор и модел.

## Биография
Роден е на 29 август 1980 г. в Хавана, Куба. Премества се в САЩ, след като навършва 15 години. Тренира бейзбол, благодарение на което спечелва стипендия, с която започва да учи бизнес администрация в университет, но напуска след 2 години, за да работи в телевизията.
Участва в 2 риалити шоута: Isla de la tentación и Protagonistas de novela 2.

## Личен живот
В риалити шоуто „Protagonistas de novela 2“ се запознава с Елизабет Гутиерес. Двамата имат връзка от 2003 г. и имат 2 деца Кристофър Александър и Кайли Александра.

## Филмография
- Монтекристо (2023) – Едмундо Дантес / Алехандро Монтекристо
- Addicted (2014) – Куинтън Каноса
- Бурята (La tempestad) (2013) – капитан Дамян Фабре
- Триумф на любовта (El triumfo del amor) (2010/11) – Максимилиано Сандовал
- Капризи на съдбата (Sortilegio) (2009) – Алехандро Ломбардо
- Внимавай с ангела (Cuidado con el angel) (2008) – Хуан Мигел
- Изпепеляваща страст (Pasion) (2007/08) – Васко
- Заложница на съдбата (Acorralada) (2007) – Лари Ирасабал
- Винаги ще те помня (Olividarte jamas) (2006)
- Моят живот – това си ти (Mi vida eres tu) (2006) – Федерико
- Los Teen (2003)